# Rëra e Hedhur

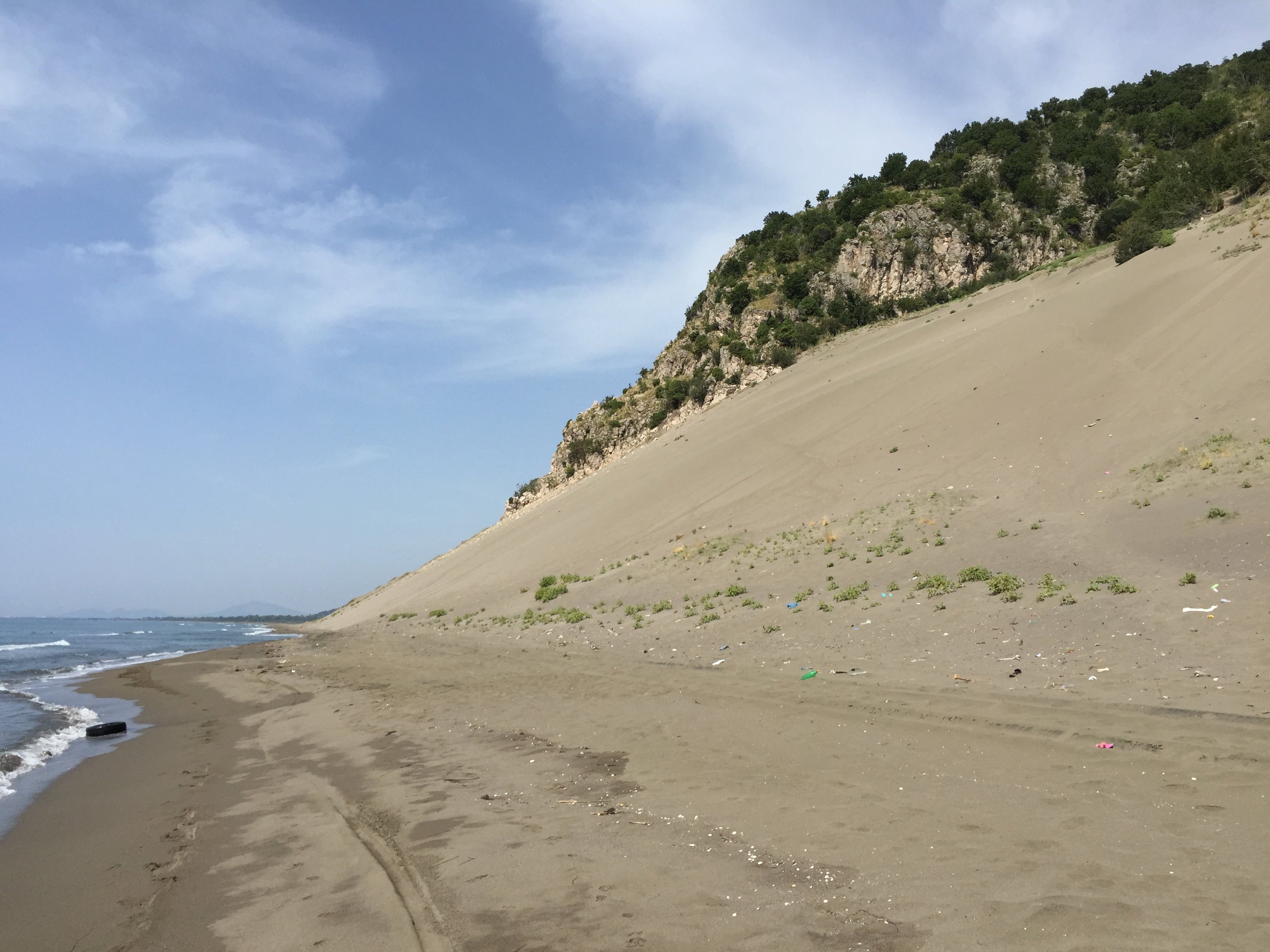
Die Düne von Süden

Rëra e Hedhur (auch Rana e hèdhun) ist eine Küstendüne am Adriatischen Meer in Nordalbanien. Sie liegt rund fünf Kilometer nordwestlich von Shëngjin und etwa neun Kilometer südöstlich von Velipoja an den Hängen des Mali i Rencit (561 m ü. A.), der hier steil rund 300 Meter direkt zum Ufer des Drin-Golfs abfällt.
Rëra e Hedhur bedeutet übersetzt „Geworfener Sand“. Die Düne, die sich hier durch den Wind am Hang des felsigen Berges gebildet hat, ist rund 50 Meter hoch, bis zu 600 Meter lang und rund 100 Meter tief.
Ein sechs Hektar großes Gebiet rund um die Düne wurde im Jahr 2002 zum Naturdenkmal erklärt.
Im Sommer wird die Düne, die nur zu Fuß zu erreichen ist, gerne von Badegästen besucht und bestiegen.